# 93-as busz (Budapest)
A budapesti 93-as jelzésű autóbusz Kőbánya-Kispest és Szemeretelep vasútállomás között közlekedik, betétjárata 93A jelzéssel Pestszentlőrinc, Fedezék utca végállomásig jár. A viszonylatot a Budapesti Közlekedési Zrt. üzemelteti.

## Története
1960. május 1-jén indult a Vörösmarty tér és a Ferihegyi repülőtér között. Ugyanekkor gyorsjárata is indult 193-as jelzéssel a Vörösmarty tér (Dorottya utca) és a Ferihegyi repülőtér között. A 193-as busz neve 1966. június 27-én Repülőtéri járatra módosult. Üzemeltetését 1970. október 1-jén átvette a Autóközlekedési Tröszt. 1974. január 20-án a 93-as a Népligetig rövidült, majd 1977. január 1-jén az M3-as metróvonal első (Deák tér – Nagyvárad tér) szakaszának átadásával a Nagyvárad térig hosszabbították. A metró második (Nagyvárad tér – Kőbánya-Kispest) szakaszának átadása miatt 1980. március 30-án Kőbánya-Kispestig rövidült.
2008. augusztus 21-én útvonala módosult: a paraméterkönyv bevezetése óta lefordul az addig szokásos Üllői útról, bejárja Kispest-Kertvárost a régi 36-os útvonalának nagy részét bejárva, majd visszatér az Üllőire.
2008. december 28-ától a KöKi Terminál bevásárlóközpont építési munkálatai miatt megszűnt a Kőbánya-Kispestnél lévő autóbusz-végállomás, helyette a buszok a korábbi P+R parkoló helyén kialakított ideiglenes végállomásra érkeztek. Az új autóbusz-végállomás elkészültével, 2011. október 4-én végpontját ide helyezték át.
2013. május 1-jén a Liszt Ferenc nemzetközi repülőtér 1-es termináljának 2012-ben történt bezárását követően lecsökkent utasforgalomra hivatkozva Pestszentlőrinc, Fedezék utcáig rövidítették. Részleges pótlása érdekében a Billentyű utca megállóhelyen a 200E busz ugyanettől a naptól kezdve megáll. 2013. július 15-étől a 93-as Szemeretelep vasútállomásig közlekedik, a Fedezék utcáig 93A jelzéssel betétjárat indult.
2024. december 1-jén a szemeretelepi végállomását a Zemplén utcába helyezték át, a korábbi Gyömrői úti végállomás a továbbiakban megállóhelyként funkcionál.

## Útvonala
| Szemeretelep vasútállomás felé |
| Kőbánya-Kispest M vá. – Déli bejáró út – Vak Bottyán utca – Szabó Ervin utca – Kossuth tér – Üllői út – Hengersor utca – Puskás Ferenc utca – Csapó utca – Darányi Ignác utca – Kassa utca – Pozsony utca – Csíky utca – Baross utca – Kossuth Lajos utca – Városház utca – Üllői út – Haladás utca – Bessenyei György utca – Ráday Gedeon utca – Gyömrői út – Igló utca – Zemplén utca – Szemeretelep vasútállomás vá. |
| Kőbánya-Kispest metróállomás felé |
| Szemeretelep vasútállomás vá. – Zemplén utca – Szemere István tér – Gyömrői út – Ráday Gedeon utca – Üllői út – Baross utca – Csíky utca – Pozsony utca – Kassa utca – Darányi Ignác utca – Csapó utca – Puskás Ferenc utca – Hengersor utca – Üllői út – Simonyi Zsigmond utca – Vak Bottyán utca – Keleti bejáró út – Kőbánya-Kispest M vá.                                                                           |

## Megállóhelyei
Az átszállási kapcsolatok között a Kőbánya-Kispest és a Fedezék utca között azonos útvonalon közlekedő 93A betétjárat nincs feltüntetve.
| 0  | Kőbánya-Kispest M végállomás                       | 30 | 68, 85, 85E, 98, 98E, 132E, 136, 148, 151, 182, 182A, 184, 193E, 200E, 202E, 268, 282E, 284E 575, 576, 577, 578, 580, 581 S21 S36 G43 S50 G50 Z50 IC, sebesvonat, gyorsvonat, expresszvonat P+R (KöKi Terminál) P+R (Kőbánya-Kispest) |
| ∫  | Sós utca                                           | 27 | 68, 148, 151, 268 |
| 2  | Kispest, Kossuth tér (↓) Simonyi Zsigmond utca (↑) | 26 | 68, 132E, 136, 148, 151, 268 50 |
| 4  | Fő utca                                            | 25 | 50 |
| 5  | Árpád utca                                         | 24 | 136 50 |
| 7  | Villanytelep                                       | 23 | 136 50 |
| 7  | Lajosmizsei sorompó                                | 22 | 136 50 |
| 9  | Kispest vasútállomás                               | 21 | S21 |
| 10 | Bozsik Stadion                                     | 20 | 268 42 |
| 11 | Kispesti temető                                    | 19 | 132E, 142E |
| 12 | Csapó utca                                         | 18 | |
| 13 | Kolozsvár utca (temető)                            | 17 | |
| 14 | Kassa utca                                         | 16 | 194, 194B |
| 15 | Karton utca                                        | 15 | 194, 194B |
| 16 | Csíky utca                                         | 14 | 194, 194B |
| 17 | Iker utca                                          | 13 | |
| 18 | Margó Tivadar utca                                 | 12 | 36, 132E, 136, 142E, 236, 236A |
| 19 | Kossuth Lajos utca (↓) Baross utca (↑)             | 11 | 36, 236, 236A |
| 21 | Thököly út                                         | 10 | 36, 236, 236A 50 |
| 23 | Szarvas csárda tér                                 | 9  | 182, 182A, 183, 184, 193E, 198, 217, 217E, 236, 236A, 282E, 284E 50 577 |
| 24 | Regény utca                                        | ∫  | 182, 182A, 183, 184, 198, 217, 217E, 236, 236A, 282E, 284E |
| ∫  | Gárdonyi Géza utca                                 | 8  | 183, 217, 217E |
| 25 | Lőrinci temető                                     | 7  | 182, 182A, 184, 198, 217, 217E, 282E, 284E |
| 26 | Kosztolányi Dezső utca                             | 6  | 198, 217, 217E |
| 28 | Fedezék utca                                       | 5  | 198, 217, 217E 577 |
| 29 | Csévéző utca                                       | 4  | 98, 98E, 198, 200E |
| ∫  | Billentyű utca                                     | 2  | 200E |
| ∫  | Szemeretelep vasútállomás                          | 1  | 183, 200E S50 |
| 32 | Szemeretelep vasútállomás végállomás               | 0  | 183, 200E S50 |